# Васин, Александр Николаевич
Алекса́ндр Никола́евич Ва́син (8 апреля 1949, Дубно, Ровенская область — 10 января 2021, Макеевка, Донецкая область) — советский футболист и тренер, мастер спорта СССР (1973), заслуженный тренер Белорусской ССР (1982).

## Биография

### Карьера игрока
Воспитанник ровенского футбола, начинал играть в местной команде «Горынь», выступавшей в классе «Б».
В 1968 году был призван в армию и направлен во львовский СКА.
После демобилизации принял приглашение тренера полтавского «Строителя» Юрия Войнова. Выступая за полтавский клуб, стал автором юбилейного, сотого гола команды в первенстве СССР, забив первый гол в матче со «Строителем» (4:0), состоявшегося 5 августа 1970 года. В команде был одним из лидеров, отлично взаимодействуя с другим форвардом — Виталием Старухиным.
В 1971 году был приглашён в донецкий «Шахтёр», где играл на позиции правого крайнего нападающего. Дебютировал 22 августа 1971 года в матче против «Динамо» (Москва) (2:2). Почти через год по рекомендации Васина тренер Олег Базилевич пригласил в команду Виталия Старухина. Вновь воссоединившийся дуэт форвардов стал одним из лучших в истории донецкой команды.
В «Шахтёре» Васин провёл шесть лет, пройдя с командой путь от первой лиги до серебряных медалей 1975 года, впервые завоёванных клубом. Решающим в борьбе за второе место стал матч последнего тура против «Арарата», в котором победу со счётом 3:0 принесли гол Васина и дубль Старухина.
9 сентября 1976 года Васин дебютировал в еврокубковых турнирах в матче на Кубок УЕФА «Шахтёр» — «Динамо» Берлин (3:0). Всего в этом турнире провёл 4 игры, забив один гол (20 октября 1976 года в ворота венгерского «Гонведа»). В этом розыгрыше Кубка УЕФА донецкая команда дошла до 1/8 финала, где уступила «Ювентусу», проиграв в гостях 0:3. В ответном матче, состоявшемся 8 декабря, обыграли итальянский клуб со счётом 1:0. Этот матч стал для Васина последним в футболке «Шахтёра». Из-за конфликта с Владимиром Сальковым он покинул команду, перебравшись в минское «Динамо», которое к тому времени возглавил его бывший тренер в «Шахтёре» Базилевич. Проведя два сезона в белорусском клубе, Васин завершил игровую карьеру.

### Карьера тренера
В 1980 году Васин вместе со своим бывшим партнёром по минскому «Динамо» Анатолием Байдачным приняли могилёвский «Днепр», который был одним из аутсайдеров второй лиги и уже через год вывели команду в первую лигу. Но закрепиться в этом турнире клубу не удалось. Вскоре по семейным обстоятельствам Васин переехал в Брянскую область, где жил его брат.
В 1993 году по предложению руководства Дятьковского хрустального завода возглавил местную футбольную команду «Кристалл», которую вывел в третью лигу российского чемпионата.
В середине 90-х годов вернулся в Донецк, стал работать детским тренером в возглавляемой его бывшим партнёром Виктором Звягинцевым футбольной школе при донецкой городской Федерации футбола.

## Достижения
- Серебряный призёр чемпионата СССР: (1975)
- В списках «33-х лучших» в СССР: (№ 3 — 1973)
- В списках «33-х лучших» в УССР: (№ 2 — 1972, 1973, 1974, 1975)